# Cisowo

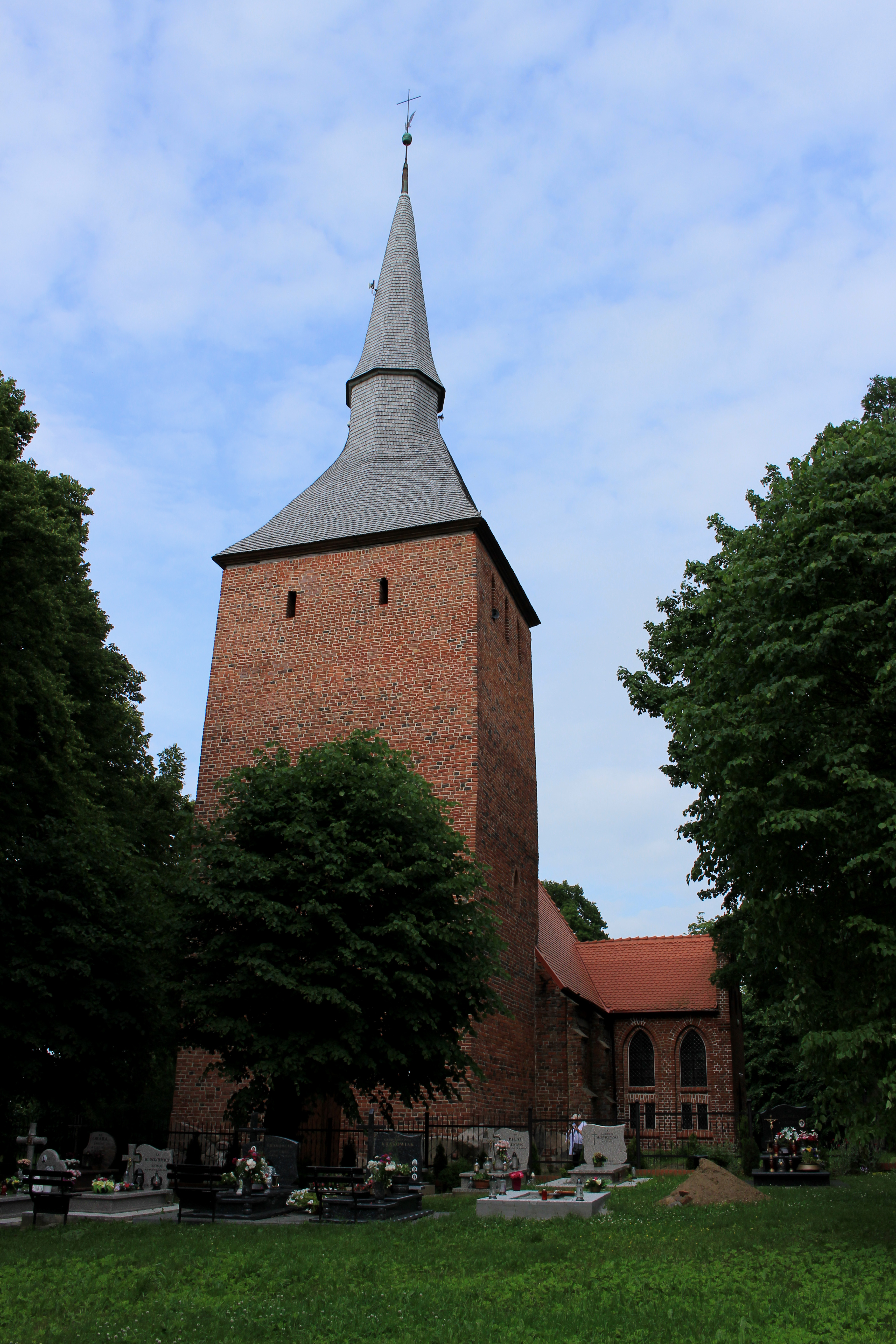
Kościół Św. Stanisława

Cisowo (do 1945 niem. Zizow) – wieś w Polsce położona w województwie zachodniopomorskim, w powiecie sławieńskim, w gminie Darłowo. Według danych z 28 września 2009 roku wieś miała 323 stałych mieszkańców.

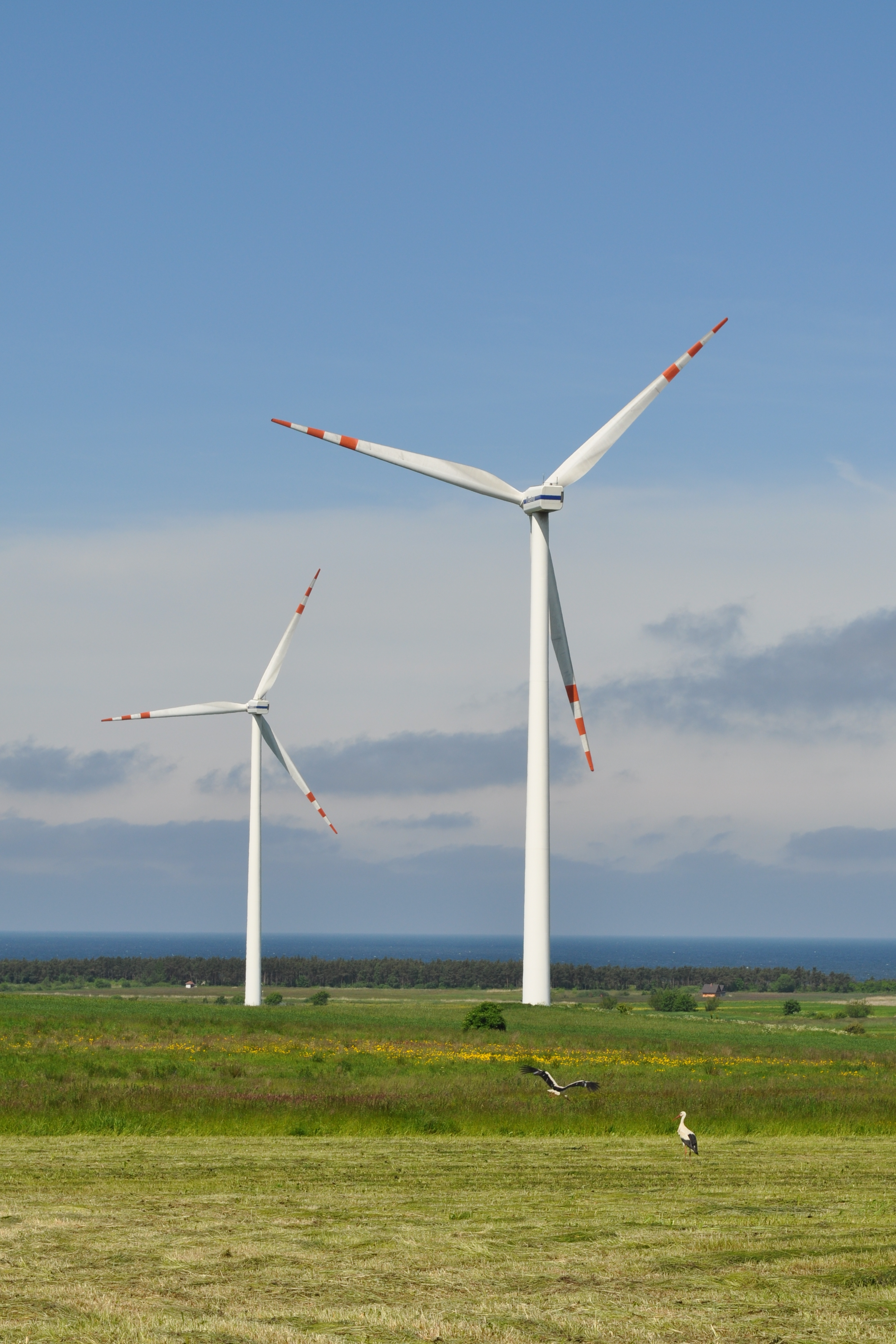
Turbiny wiatrowe Vestas w okolicy wsi Cisowo

W pobliżu wsi znajduje się elektrownia wiatrowa.

## Położnie geograficzne
Wieś znajduje się 3 km na północny wschód od centrum Darłowa i 2 km od Bałtyku. Położona jest na wysokości 34 m n.p.m. Inne sąsiednie miejscowości to Kopań oraz Zakrzewo.

## Pochodzenie nazwy
Miejscowość nosiła niemiecką nazwę Zizow, ale była też znana jako Cizow, Cytzow oraz Zitzow. 

## Historia
Pierwszy raz miejscowość występuje w akcie założycielskim miasta Darłowa z 12 maja 1312 roku, jako jedna z wsi otaczających to miasto. W pierwszej połowie XIV wieku wybudowano gotycki kościół, którego wieża była punktem orientacyjnym dla żeglarzy.
Pod koniec II wojny światowej Armia Czerwona zajęła Cisowo. Po wojnie wieś znalazła się w granicach Polski, jako miejscowość na Ziemiach Odzyskanych.

## Kościół
Kościół w Cisowie istniał już w pierwszej połowie XIV wieku. Świątynia to gotycki kościół ceglany, jednonawowy, z wyodrębnionym trójbocznym prezbiterium i masywną wieżą od zachodu nakrytą hełmem namiotowym, latarenką i iglicą. W XIX w. powiększony o neogotyckie aneksy. Zachowane jest barokowe, głównie XVII-wieczne wyposażenie (ołtarz, ambona, ławki) oraz płyty nagrobne z 1739 roku. Usytuowanie kościoła na wysokim klifie podkreśla jego walory architektoniczne i strzelistość wieży. Obecnie należy do parafii św. Gertrudy w Darłowie.
W październiku 1994 z kościoła skradziono 4 drewniane bejcowane i lakierowane rzeźby datowane na I poł. XVII w. przedstawiające postaci św. Pawła, św. Piotra oraz uosobienia Nadziei i Wiary wpisane do rejestru zabytków pod №194/B decyzją z 1 grudnia 1989.

## Parafia
Znani są proboszczowie parafii od 1370 roku, wtedy bowiem powstała w Cisowie parafia katolicka. W 1535 roku uchwałą sejmu trzebiatowskiego została tam zaprowadzona reformacja, i aż do 1945 roku panował protestantyzm. Jednak już od tego roku sytuacja się odwróciła i w ciągu roku kościół został znów konsekrowany i nosi wezwanie św. Stanisława.
W latach 1886–1903 pastorem parafii ewangelickiej w Zizow był językoznawca Carl Meinhof.